# Улица Декабристов (Калуга)
Улица Декабристов — улица в исторической части Калуги, проходит от Воскресенской улицы до улицы Луначарского, за которой имеет продолжением улицу Никитина. Протяжённость улицы около 320 м.

## История
На градостроительном плане города 1778 года улица отсутствовала, но скоро планы были скорректированы. Историческое название — Корцевская. По Георгиевской церкви («за лавками» — за городским Гостиный двором), от которой начиналась улица, назвалась Георгиевской.
Современное название, в память участников Декабристского движения, дано с установлением советской власти. В Калуге, после объявления в 1856 году амнистии декабристам, провели последние годы декабристы Батеньков (1793—1863), Оболенский (1796—1865) и Свистунов (1803—1889). С Калужской областью связаны имена 30 декабристов.
Улица обустроена в рамках национальной программы «Безопасные качественные дороги».
По программе «Старый город» для дома Арефьева на улице были найдены инвесторы для проведения реставрационных работ.

## Достопримечательности
д. 3 — Дом А. А. Гончарова
д. 6 — Дом Шершеневых
д. 7,9 — Городская усадьба

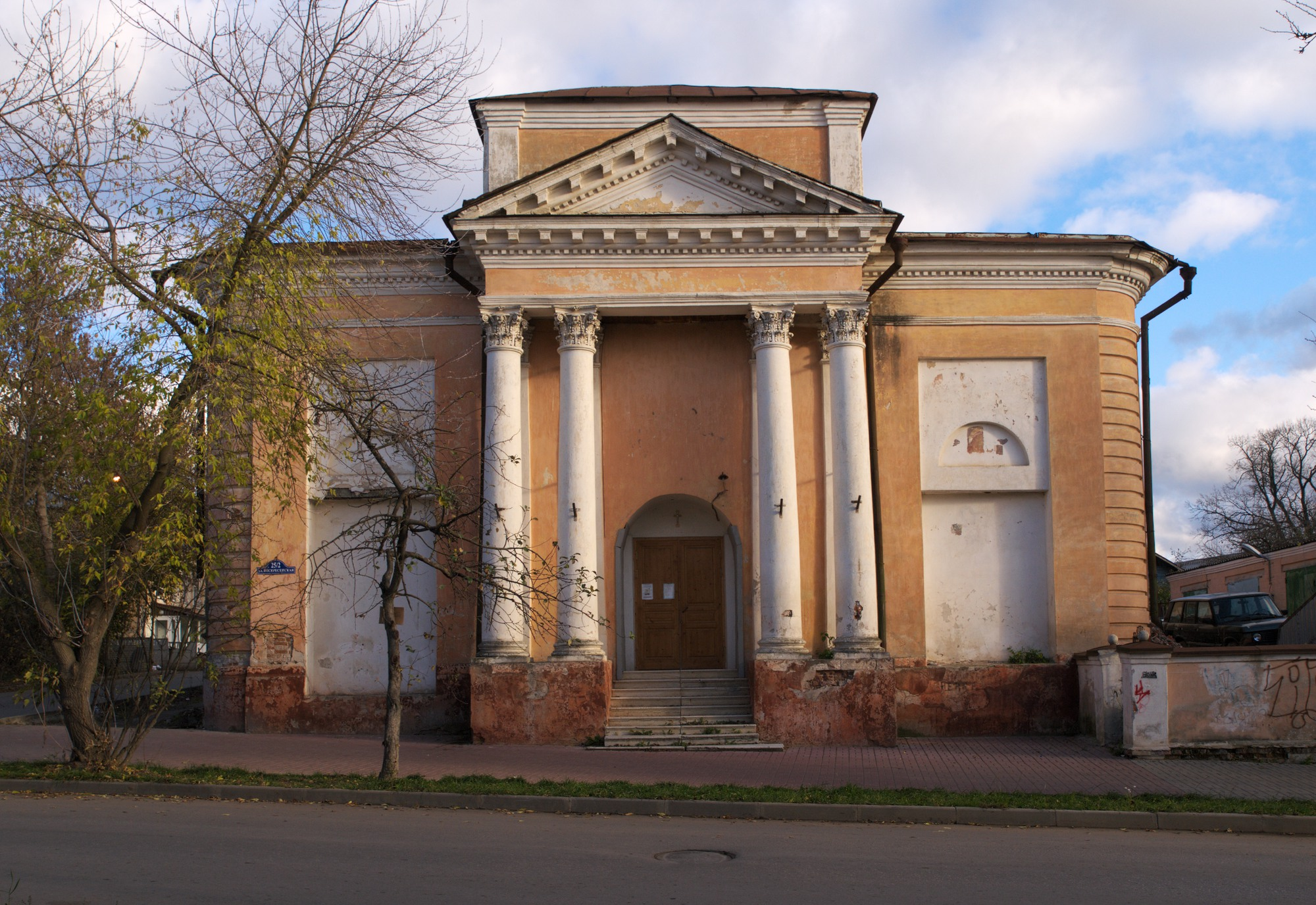
Церковь Георгия Победоносца «за лавками»

д. 8 — Дом статского советника Арефьева
д. 10 — Жилой дом
д. 11 — Жилой дом
д. 14 — Жилой дом
д. 17 — Жилой дом

## Улица в кинематографе
На улице снят ряд эпизодов фильма «Любовь земная»